# Tereza Mrdeža
Tereza Mrdeža (ur. 14 listopada 1990 w Puli) – chorwacka tenisistka.

## Kariera tenisowa
Starty w zawodowych turniejach rozpoczęła na przełomie czerwca i lipca 2006 roku, biorąc udział w turnieju ITF, w austriackim Anif. Wygrała tam kwalifikacje i zagrała w turnieju głównym, w którym odpadła w pierwszej rundzie. W październiku tego samego roku otrzymała dziką kartę do udziału w turnieju w Dubrowniku, gdzie dotarła do półfinału. W 2007 roku, w kwietniu osiągnęła swój pierwszy finał, w Bol, w którym przegrała jednak z Johanną Larsson. Sukcesem natomiast zakończył się turniej w Sarajewie w czerwcu 2008 roku. W sumie wygrała siedem turniejów w grze pojedynczej i cztery w podwójnej rangi ITF.
12 października 2015 roku, tenisistka osiągnęła najwyższą pozycję w rankingu WTA, miejsce 150.
Również w lipcu tego samego roku, po raz pierwszy w karierze, wystąpiła w kwalifikacjach do turnieju cyklu WTA, Italiacom Open w Palermo. Wygrała w nich dwie pierwsze rundy, pokonując Nicole Clerico i Beatriz García Vidagany, ale w trzeciej, decydującej o awansie, przegrała z Katalin Marosi.
Reprezentowała również swój kraj w rozgrywkach Pucharu Federacji.

## Wygrane turnieje rangi ITF
| turnieje z pulą nagród 100 000 $   |
| turnieje z pulą nagród 75/80 000 $ |
| turnieje z pulą nagród 50/60 000 $ |
| turnieje z pulą nagród 25 000 $    |
| turnieje z pulą nagród 15 000 $    |
| turnieje z pulą nagród 10 000 $    |

### Gra pojedyncza
|    | Data       | Turniej        | Kat. | ($)    | Naw.   | Finalistka         | Wynik            |
| 1. | 29/06/2008 | Sarajewo       | ITF  | 10 000 | ziemna | Jasmina Kajtazovic | 6:3, 6:0         |
| 2. | 02/10/2011 | Umag           | ITF  | 10 000 | ziemna | Zuzana Zlochová    | 7:6(2), 4:6, 6:2 |
| 3. | 02/11/2014 | Margaret River | ITF  | 25 000 | twarda | Rebecca Peterson   | 6:3, 6:3         |
| 4. | 20/09/2015 | Monterrey      | ITF  | 25 000 | twarda | Alexa Guarachi     | 6:0, 6:7(2), 6:3 |
| 5. | 22/05/2016 | Bol            | ITF  | 10 000 | ziemna | Tena Lukas         | 6:4, 0:6, 6:1    |
| 6. | 16/10/2016 | Pula           | ITF  | 25 000 | ziemna | Cindy Burger       | 6:3, 6:4         |
| 7. | 09/09/2018 | Zagrzeb        | ITF  | 60 000 | ziemna | Paula Ormaechea    | 2:6, 6:4, 7:5    |
| 8. | 16/09/2018 | Pula           | ITF  | 25 000 | ziemna | Anastasia Zarycká  | 2:6, 7:5, 6:4    |